# Gradi delle forze armate argentine
I gradi delle forze armate argentine si dividono principalmente in tre ruoli: ufficiali, sottufficiali e truppa.

## Ufficiali
Armada de la República Argentina 
| Codice NATO      | OF-9      | OF-8          | OF-7            | OF-6               | OF-5             | OF-4               | OF-3               | OF-2              | OF-1                | OF-1                | OF-D          |
| ---------------- | --------- | ------------- | --------------- | ------------------ | ---------------- | ------------------ | ------------------ | ----------------- | ------------------- | ------------------- | ------------- |
| Insegna di grado |           |               |                 |                    |                  |                    |                    |                   |                     |                     |               |
| Grado            | Almirante | Vicealmirante | Contraalmirante | Comodoro de Marina | Capitán de Navío | Capitán de Fragata | Capitán de Corbeta | Teniente de Navío | Teniente de Fragata | Teniente de Corbeta | Guardiamarina |

 Ejército Argentino 
| Codice NATO      | OF-9             | OF-8                | OF-7               | OF-6          | OF-5    | OF-4             | OF-3  | OF-2    | OF-1             | OF-1     | OF-D        |
| ---------------- | ---------------- | ------------------- | ------------------ | ------------- | ------- | ---------------- | ----- | ------- | ---------------- | -------- | ----------- |
| Insegna di grado |                  |                     |                    |               |         |                  |       |         |                  |          |             |
| Grado            | Teniente General | General de División | General de Brigada | Coronel Mayor | Coronel | Teniente Coronel | Mayor | Capitán | Teniente Primero | Teniente | Subteniente |

 Fuerza Aérea Argentina 
| Codice NATO      | OF-9              | OF-8            | OF-7      | OF-6           | OF-5     | OF-4         | OF-3  | OF-2    | OF-1            | OF-1     | OF-D    |
| ---------------- | ----------------- | --------------- | --------- | -------------- | -------- | ------------ | ----- | ------- | --------------- | -------- | ------- |
| Insegna di grado |                   |                 |           |                |          |              |       |         |                 |          |         |
| Grado            | Brigadier General | Brigadier Mayor | Brigadier | Comodoro Mayor | Comodoro | Vicecomodoro | Mayor | Capitán | Primer teniente | Teniente | Alférez |

## Sottufficiali
Nelle forze armate argentine i gradi dei sottufficiali si suddividono in Suboficiales subalternos e Suboficiales superiores
 Armada de la República Argentina 
Sopra le strisce oro, nella parte con sfondo blu, è riportato un disegno personalizzato in base alla specializzazione del soldato (comunicazioni, paracadutista, artiglierie, sommozzatore ecc.).
Suboficiales superiores
| Insegna di grado |                  |                      |                    |                    |
| Grado            | Suboficial Mayor | Suboficial Principal | Suboficial Primero | Suboficial Segundo |

Suboficiales subalternos
| Insegna di grado |                |              | '            |
| Grado            | Cabo Principal | Cabo Primero | Cabo Segundo |

 Ejército Argentino 
Suboficiales superiores
| Insegna di grado |                  |                      |                   |                  |
| Grado            | Suboficial Mayor | Suboficial Principal | Sargento Ayudante | Sargento Primero |

Suboficiales subalternos
| Insegna di grado |          |              |      |
| Grado            | Sargento | Cabo Primero | Cabo |

 Fuerza Aérea Argentina 
Suboficiales superiores
| Insegna di grado |                  |                      |                     |                     |
| Grado            | Suboficial Mayor | Suboficial Principal | Suboficial Ayudante | Suboficial Auxiliar |

Suboficiales subalternos
| Insegna di grado |                |              | '    |
| Grado            | Cabo Principal | Cabo Primero | Cabo |

## Truppa
Armada de la República Argentina 
Sopra le strisce oro, nella parte con sfondo blu, (tranne che per i gradi "Marinero Primero" e "Marinero Segundo" dove il simbolo coincide con quello ufficiale della marina) è riportato un disegno personalizzato in base alla specializzazione del soldato (comunicazioni, paracadutista, artiglierie, sommozzatore ecc.).
| Insegna di grado |                  |                  | grado equivalente non previsto |
| Grado            | Marinero Primero | Marinero Segundo |                                |

 Ejército Argentino 
| Insegna di grado |                    |                    |                                |
| Grado            | Voluntario Primero | Voluntario Segundo | Voluntario Segundo en Comisión |

 Fuerza Aérea Argentina 
| Insegna di grado |                       |                       | grado equivalente non previsto |
| Grado            | Voluntario de Primera | Voluntario de Segunda |                                |